# Rainbow (album de Kesha)
Pour l’article homonyme, voir Rainbow.
 (août 2017).
Si vous disposez d'ouvrages ou d'articles de référence ou si vous connaissez des sites web de qualité traitant du thème abordé ici, merci de compléter l'article en donnant les références utiles à sa vérifiabilité et en les liant à la section « Notes et références ».
Albums de Kesha
Warrior
(2012) High Road
(2020)
Singles
1. Praying
Sortie : 6 juillet 2017
2. Woman
Sortie : 13 juillet 2017
3. Learn To Let Go
Sortie : 27 juillet 2017
4. Hymn
Sortie : 31 mai 2018

Rainbow est le troisième album studio de la chanteuse américaine Kesha. Il est sorti le 11 août 2017. Il se classe en tête des ventes aux États-Unis et au Canada,.

## Développement
Kesha commence à écrire des morceaux pour son troisième album studio entre janvier 2014, où elle soigne ses troubles alimentaires, et octobre 2016. Il est annoncé la même année que la chanteuse a enregistré 22 chansons elle-même et qu'elle les a envoyé à son label. Il est plus tard annoncé que l'album se nomme Rainbow et qu'il sort le 11 août 2017. 

## Composition
Kesha a déclaré s'être inspiré de ses premières influences musicales pour la composition de cet album, à savoir Iggy Pop, T. Rex, Dolly Parton, The Beatles, The Rolling Stones, The Beach Boys, James Brown et Sweet. L'album contient aussi bien des morceaux mélancoliques, que des titres dance fait pour faire la fête, tels que Woman ou Bastards, comme les singles qui ont fait mondialement connaître la chanteuse.

## Promotion

### Singles
Le premier single extrait de l'album, Praying, sort officiellement le 6 juillet 2017, accompagné de son vidéoclip réalisé par Jonas Åkerlund, représentant Kesha dans le Salvation Mountain. Le premier single promotionnel dévoilé est Woman, il sort le 13 juillet, lui aussi accompagné de son vidéoclip. Le second single promotionnel, Learn to Let Go, et son vidéoclip l'illustrant, sont dévoilés le 27 juillet.

## Liste des titres
| N° | Titre                                                      | Auteur(s)                                                              | Producteurs                                | Durée |
| -- | ---------------------------------------------------------- | ---------------------------------------------------------------------- | ------------------------------------------ | ----- |
| 1  | Bastards                                                   | Kesha Sebert                                                           | Ricky Reed - Drew Pearson - Nate Mercereau | 3:51  |
| 2  | Let'Em Talk (ft. Eagles of Death Metal)                    | K. Sebert - Stuart Crichton - James Newman                             | Crichton                                   | 3:05  |
| 3  | Woman (ft. The Dap-Kings Horns)                            | K. Sebert - Andrew Pearson - Stephen Wrabel                            | Brody Brown - Pearson                      | 3:16  |
| 4  | Hymn                                                       | K. Sebert - Eric Frederic - Jonny Price - Cara Salimando - Pebe Sebert | Reed - Price                               | 3:25  |
| 5  | Praying                                                    | K. Sebert - Ryan Lewis - Ben Abraham - Andrew Joslyn                   | Lewis                                      | 3:50  |
| 6  | Learn To Let Go                                            | K. Sebert - Crichton - P. Sebert                                       | Reed - Crichton                            | 3:37  |
| 7  | Finding You                                                | K. Sebert - Frederic - Justin Tranter                                  | Reed                                       | 2:52  |
| 8  | Rainbow                                                    | K. Sebert                                                              | Ben Folds                                  | 3:38  |
| 9  | Hunt You Down                                              | K. Sebert - Rick Nowels                                                | Nowels                                     | 3:17  |
| 10 | Boogie Feet (ft. Eagles of Death Metal)                    | K. Sebert - Pearson - P. Sebert                                        |                                            | 2:53  |
| 11 | Boots                                                      | K. Sebert - Frederic - Tranter - Rogét Chahayed                        | Reed - Chahayed - Mercereau                | 3:03  |
| 12 | Old Flames (can't hold a candle to you) (ft. Dolly Parton) | P. Sebert - Hugh Moffatt                                               | Kesha - P. Sebert                          | 4:26  |
| 13 | Godzilla                                                   | P. Sebert - Claire Wilkinson - Nathan Chapman                          | Reed - Pearson                             | 2:08  |
| 14 | Spaceship                                                  | K. Sebert - Pearson - P. Sebert                                        | Pearson                                    | 5:15  |
|    |                                                            |                                                                        | Durée totale                               | 48:36 |

## Classements
| Classement (2017)     | Meilleure position |
| --------------------- | ------------------ |
| Canadian Albums Chart | 1                  |
| Billboard 200         | 1                  |

## Certifications
| Pays              | Certification | Unités certifiées |
| ----------------- | ------------- | ----------------- |
| États-Unis (RIAA) | Platine       | 1 000 000         |

## Tournée
Le 1er août 2017, Kesha annonce via son compte Twitter les premières dates de la tournée promouvant l'album, le Rainbow Tour.